# أصغر صدري
أصغر صدري (بالفارسية: اصغر صدری) هو لاعب كرة قدم ومدرب كرة قدم إيراني في مركز الدفاع، ولد في 2 أكتوبر 1957 في إيران. شارك مع منتخب إيران تحت 20 سنة لكرة القدم ومنتخب إيران لكرة القدم. أما مع النوادي، فقد لعب مع نادي برق شيراز ونادي شاهين طهران ونادي فيسترلو.

## وصلات خارجية
- أصغر صدري على موقع الاتحاد الدولي (مؤرشف)  (الإنجليزية)